# Jesse J. Perez
Jesse J. Perez (geboren 1977 in Los Angeles) ist ein US-amerikanischer Schauspieler und Choreograf.

## Leben
Perez absolvierte die Juilliard School in New York und arbeitet überwiegend in den USA, überwiegend in New York. Dort war er 2001 in Penal Colony von Steven Berkoff (Regie: Joanne Akalaitis) an der Classic Stage Company zu sehen und 2002 in Craig Wrights Recent Tragic Events (Regie: Michael John Garcés) am Playwrights Horizons. Seit 2003 steht er regelmäßig auf der Bühne des Yale Repertoire Theatre in New Haven (Connecticut) und spielte dort den Trofimov in Anton Tschechows Der Kirschgarten (Regie: Bill Rauch), den Gremio in Shakespeares Der Widerspenstigen Zähmung, den Artisten Rodrigo in Wedekinds Lulu (beide Inszenierungen von Mark Lamos) sowie dem Florindo in Christopher Bayes’ Inszenierung von Goldonis Diener zweier Herren. 2004 und 2005 war er wiederum in New York verpflichtet, in The Triple Happiness von Brooke Berman (Regie: Michael John Garcés) am Second Stage Theatre und in The Adventures of Barrio Grrrl! von Quiara Hudes (Regie: Liesl Tommy) auf dem Summer Play Festival. 2011 war er in Lucia di Lammermoor von Gaetano Donizetti an der Metropolitan Opera (Regie: Mary Zimmerman) zu sehen. Weitere Engagements führten ihn unter anderem ans Goodman Theatre, zur Shakespeare Theatre Company, ans American Repertory Theatre, ans Guthrie Theater, ans McCarter Theatre Center und zum Humana Theatre Festival of New Plays. Zuletzt war er in Fassbinders In einem Jahr mit 13 Monden unter der Regie von Robert Woodruff zu erleben.
Als Choreograph übernahm Perez zahlreiche Inszenierungen von Brian Mertes, darunter die Trilogie The Greeks an der Juilliard School und Robert Harlings Steel Magnolias an der Trinity Repertory Company. Sieben Jahre lang war er für die Bewegungsregie von Mertes’ und dessen Frau Melissa Kievmans Tschechow-Produktionen im Lake Lucille Project verantwortlich. Dort begegnete er 2011 auch erstmals Julian Crouch, der damals an der Neuinszenierung der Möwe mitarbeitet. 2013 verantwortete Perez die Choreographie für die neue Jedermann-Inszenierung der Salzburger Festspiele, realisiert von Mertes und Crouch. 2013 und 2014 gehörte er auch dem Ensemble der Jedermann-Tischgesellschaft an.
Neben seinen Bühnenauftritten ist er auch regelmäßig im Kino und im Fernsehen zu sehen – beispielsweise in den Fernsehserien Law & Order, Law & Order: SVU, Person of Interest, Der Job und Third Watch – Einsatz am Limit, sowie in den Filmen Kazaam, Playing God, Enter Nowhere und American Splendor.